# Pseudeurina indica
Pseudeurina indica är en tvåvingeart som beskrevs av Cherian 1997. Pseudeurina indica ingår i släktet Pseudeurina och familjen fritflugor. Inga underarter finns listade i Catalogue of Life.